# Mary Cleave
Mary Louise Cleave (Southampton (New York), 5 februari 1947 – Annapolis (Maryland), 27 november 2023) was een Amerikaans ruimtevaarder. Cleave haar eerste ruimtevlucht was STS-61-B met de spaceshuttle Atlantis en vond plaats op 26 november 1985. Tijdens deze vlucht werden drie communicatiesatellieten in een baan rond de Aarde gebracht.
In totaal heeft Cleave twee ruimtevluchten op haar naam staan. In 1991 verliet zij NASA en ging zij als astronaut met pensioen. Ze overleed op 76-jarige leeftijd in november 2023.